# Condado de Onondaga
El condado de Onondaga (en inglés: Onondaga County) fundado en 1794 es un condado en el estado estadounidense de Nueva York. En el 2000 el condado tenía una población de 458,336 habitantes en una densidad poblacional de 227 personas por km². La sede del condado es Siracusa.

## Geografía
Según la Oficina del Censo, el condado tiene un área total de 2088 km² (806,2 mi²), de la cual 2020 km² (779,9 mi²) es tierra y 65 km² (25,1 mi²) (3.15%) es agua.

### Condados adyacentes
- Condado de Oswego - norte
- Condado de Madison - este
- Condado de Cortland - sur
- Condado de Cayuga - oeste

## Demografía
En el 2000 la renta per cápita promedia del condado era de $40,847, y el ingreso promedio para una familia era de $51,876. En 2000 los hombres tenían un ingreso per cápita de $39,048 versus $27,154 para las mujeres. El ingreso per cápita para el condado era de $21,336. Alrededor del 12.20% de la población estaba bajo el umbral de pobreza nacional.

## Localidades

### Ciudades
Siracusa 

### Pueblos
Camillus |
Cicero |
Clay |
DeWitt |
Elbridge |
Fabius |
Geddes |
LaFayette |
Lysander |
Manlius |
Marcellus |
Onondaga |
Otisco |
Pompey |
Salina |
Skaneateles |
Spafford |
Tully |
Van Buren 

### Villas
Baldwinsville |
Camillus |
East Syracuse |
Elbridge |
Fabius |
Fayetteville |
Jordan |
Liverpool |
Manlius |
Marcellus |
Minoa |
North Syracuse |
Skaneateles |
Solvay |
Tully 

### Lugares designados por el censo
Brewerton‡ |
Bridgeport‡ |
Fairmount |
Galeville |
Lakeland |
Lyncourt |
Mattydale |
Nedrow |
Seneca Knolls |
Village Green |
Westvale 
- ‡ localidad ubicada en más de un condado

## Reservas indias
- Reserva India de los Onondaga